# 12545 Taniamurphy
12545 Taniamurphy este o planetă minoră (asteroid), cu un diametru de 4,874 km, din centura de asteroizi. A fost descoperită pe 17 august 1998 la Magdalena Ridge Observatory⁠(d) de Lincoln Near-Earth Asteroid Research. 
Obiectul prezintă o orbită caracterizată de o semiaxă mare de 2,8069671 UAi, o excentricitate de 0,05, o înclinație de 5,58224 ° în raport cu ecliptica.